# Libor Malý
Libor Malý (* 16. června 1968) je český podnikatel, zakladatel portálu Jobs.cz, filantrop a mecenáš.

## Život
Malý byl jedním z prvních Čechů, kteří začali podnikat na internetu. V roce 1996 založil službu Jobs.cz. O 16 let později, v roce 2012, ji prodal za více než miliardu korun.
Následuje školu tibetského buddhismu s názvem dzogčhen. Jeho cesta k této škole začala knihou o Ramanu Maharšim (1879–1950), který – ač dávno po smrti – se pak stal jeho duchovním vůdcem a rádcem. V roce 2002 začal hledat živého mistra. Stal se jím Čhögjal Namkhai Norbu – od setkání s ním je dzogčhenpa.

## Filantropie
Malý dlouhodobě podporuje humanitární organizaci Člověk v tísni. Je také spoluzakladatelem Nadačního fondu Via Clarita, jehož smyslem je podpora filantropie. Založil také projekt Hearth, kde lidé mohou darovat věci, ale také nabídnout zdarma svou dovednost nebo nějakou službu, např. odvoz, upečení dortu nebo posekání trávy. Smyslem je dát k dispozici něco, co lidé rádi dělají a čím zároveň mohou potěšit někoho jiného.
| „            | Bohatství a štěstí jsou dvě zcela se míjející kategorie a nijak spolu nesouvisejí. To je smutná iluze západního světa. | “ |
| — Libor Malý | |   |

## Ocenění
- Cena Via Bona (2018) – za podporu aktivit proti předluženosti Čechů a propagaci „ekonomiky daru“